# 刘洪仁
刘洪仁（1936年—），男，山东昌乐人，中华人民共和国政治人物，曾任中共山东省委常委，山东省总工会主席，山东省政协副主席，第七届全国人大代表。